# باستان‌مردم‌گیاه‌شناسی

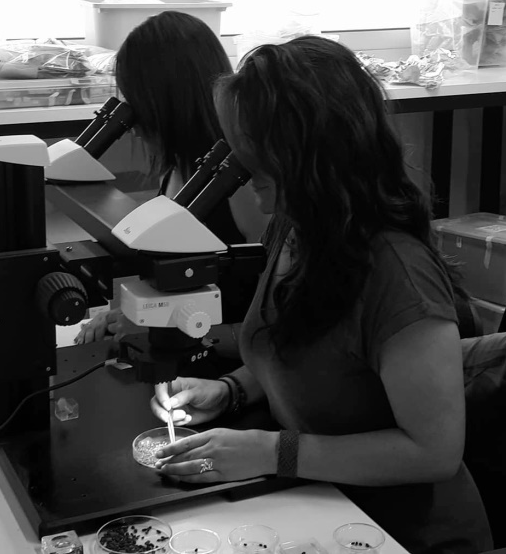
گروهی از باستان‌مردم‌گیاه‌شناسان در حال تحقیق

باستان‌مردم‌گیاه‌شناسی (به انگلیسی: Archaeoethnobotany) یا دیرین‌مردم‌گیاه‌شناسی (Paleoethnobotany) مطالعهٔ باستان‌شناختی بقایای گیاهی یک محوطهٔ باستانی از نظر روابط متقابل ساکنان آن با فراورده‌های گیاهی است.